# Axmansford
Axmansford – wieś w Anglii, w hrabstwie Hampshire, w dystrykcie Basingstoke and Deane. Leży 34 km na północny wschód od miasta Winchester i 77 km na zachód od Londynu.